# Eubalichthys mosaicus
Eubalichthys mosaicus är en fiskart som först beskrevs av Ramsay och Ogilby 1886.  Eubalichthys mosaicus ingår i släktet Eubalichthys och familjen filfiskar. Inga underarter finns listade i Catalogue of Life.